# Guntis Rēķis
Guntis Rēķis (ur. 3 listopada 1974 w Rydze) – łotewski saneczkarz, dwukrotny medalista mistrzostw świata.

## Kariera
Pierwszy sukces w karierze osiągnął w 1993 roku, kiedy zdobył brązowy medal w konkurencji drużynowej podczas mistrzostw świata juniorów w Siguldzie. W 2008 roku wystąpił na mistrzostwach świata w Oberhofie, gdzie wspólnie z Maiją Tīrumą, Andrisem i Jurisem Šicsem zdobył brązowy medal w konkurencji drużynowej. W tym samym składzie reprezentacja Łotwy zdobyła też brązowy medal na rozgrywanych rok później mistrzostwach świata w Lake Placid. W tej samej konkurencji był też między innymi czwarty na mistrzostwach Europy w Oberhofie w 1998 roku oraz 
piąty podczas mistrzostw świata w Altenbergu i mistrzostw Europy w Siguldzie w 1996 roku. W 1998 roku wystartował na igrzyskach olimpijskich w Nagano, gdzie zajął 17. pozycję w jedynkach. Brał też udział w trzech kolejnych igrzyskach, jednak nie poprawił rezultatu z debiutu. Najlepiej wypadł podczas igrzysk w Turynie w 2006 roku, gdzie zajął 21. miejsce. W 2010 roku zakończył karierę.